# Världsmästerskapen i alpin skidsport 1932
Världsmästerskapen i alpin skidsport 1932 hölls i Cortina d'Ampezzo, Italien 4–6 februari 1932 och var det andra världsmästerskapet i alpin skidsport.

## Herrar

### Störtlopp
Datum: 4 februari 1932
| Placering | Land      | Namn             |
| --------- | --------- | ---------------- |
| 1         | Österrike | Gustav Lantscher |
| 2         | Schweiz   | David Zogg       |
| 3         | Schweiz   | Otto Furrer      |

### Slalom
Datum: 6 februari 1932
| Placering | Land     | Namn          |
| --------- | -------- | ------------- |
| 1         | Tyskland | Friedl Däuber |
| 2         | Schweiz  | Otto Furrer   |
| 3         | Schweiz  | Daniel Hauser |

### Kombination
Datum: 4/6 februari 1932
| Placering | Land      | Namn             |
| --------- | --------- | ---------------- |
| 1         | Schweiz   | Otto Furrer      |
| 2         | Österrike | Hans Hauser      |
| 3         | Österrike | Gustav Lantscher |

## Damer

### Störtlopp
Datum: 4 februari 1932
| Placering | Land      | Namn                  |
| --------- | --------- | --------------------- |
| 1         | Italien   | Paula Wiesinger       |
| 2         | Österrike | Inge Wersin-Lantscher |
| 3         | Österrike | Hady Lantscher        |

### Slalom
Datum: 5 februari 1932
| Placering | Land           | Namn               |
| --------- | -------------- | ------------------ |
| 1         | Schweiz        | Rösli Streiff      |
| 2         | Storbritannien | Durell Sale-Barker |
| 3         | Storbritannien | Doreen Elliot      |

### Kombination
Datum: 4/5 februari 1932
| Placering | Land      | Namn                  |
| --------- | --------- | --------------------- |
| 1         | Schweiz   | Rösli Streiff         |
| 2         | Österrike | Inge Wersin-Lantscher |
| 3         | Österrike | Hady Lantscher        |

## Medaljer
| Placering | Land           | Guld | Silver | Brons | Totalt |
| --------- | -------------- | ---- | ------ | ----- | ------ |
| 1         | Schweiz        | 3    | 2      | 2     | 7      |
| 2         | Österrike      | 1    | 3      | 3     | 7      |
| 3         | Tyskland       | 1    | –      | –     | 1      |
|           | Italien        | 1    | –      | –     | 1      |
| 5         | Storbritannien | –    | 1      | 1     | 2      |